# A Billboard Hot 100 listavezetői 2017-ben

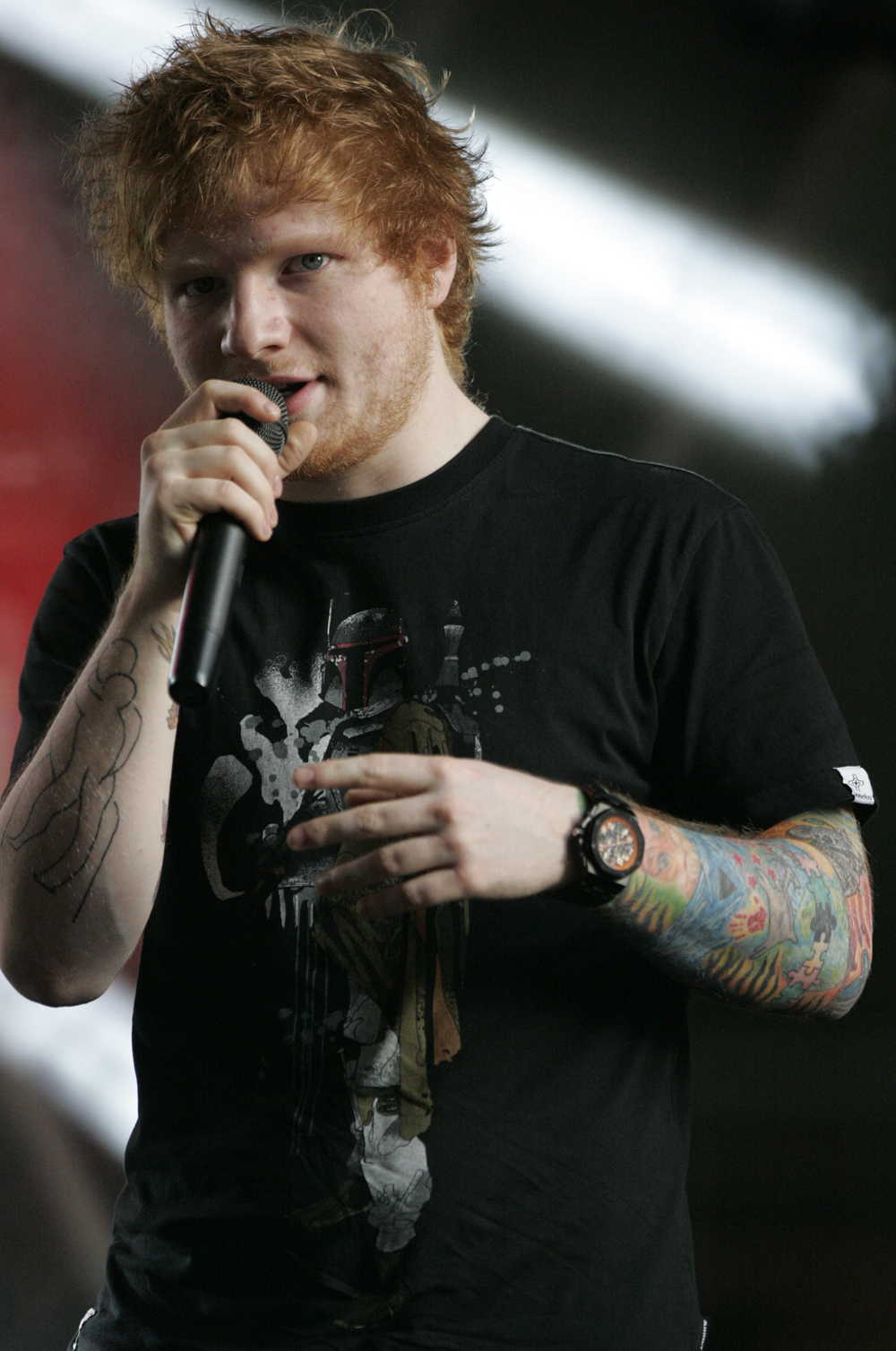
Ed Sheeran (a képen) két első helyezést elérő kislemezt adott ki, ezek a Shape of You és a Perfect című dalok. Előbbi az év végi összesített listán is első helyezett lett.

A Billboard Hot 100 lista rangsorolja az Amerikában legjobban teljesítő kislemezeket. A streaming adatok, a digitális és fizikális eladások, illetve a rádiós teljesítmény alapján készült listát a Billboard magazin teszi közzé hetente.

## Lista

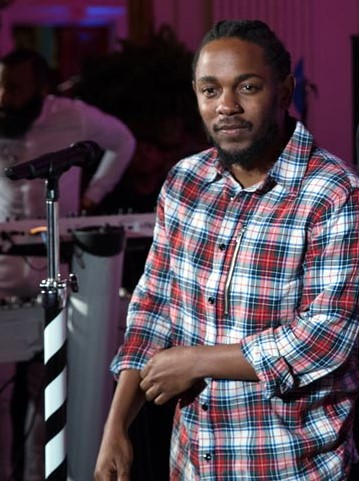
Kendrick Lamar (a képen) megszerezte első listavezető pozícióját a Humble című dalával.

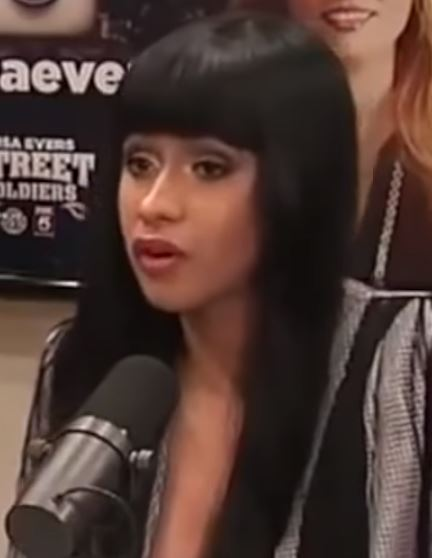
Cardi B (a képen) lett az első női rapper, aki elérte az első helyezést a Bodak Yellow című dalával 1998 óta, amikor Lauryn Hill a Doo-Wop című dalával büszkélkedhetett az első helyen.

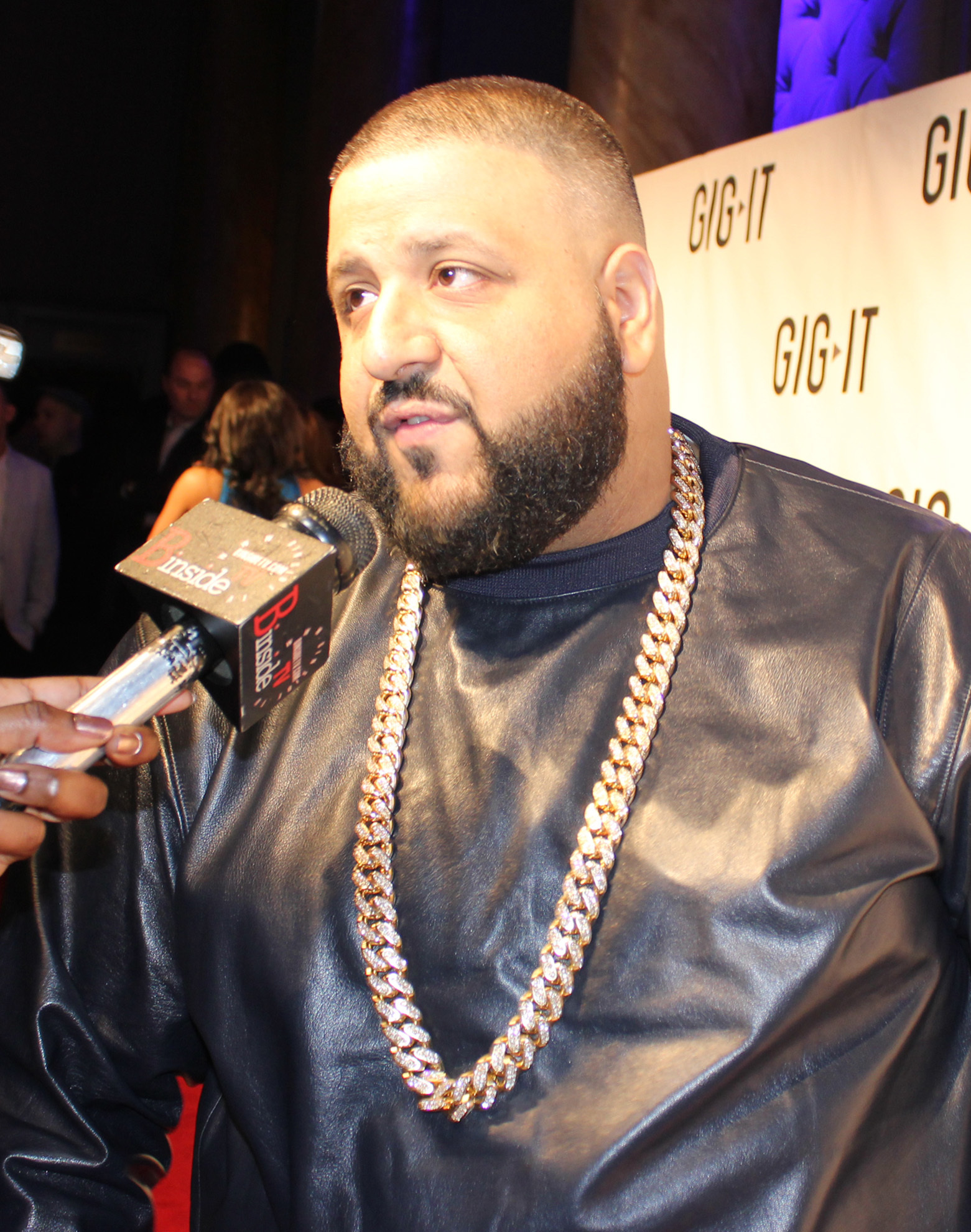
DJ Khaled (a képen) I’m the One című dala lett a huszonnyolcadik olyan kislemez, amely rögtön a csúcson debütált.

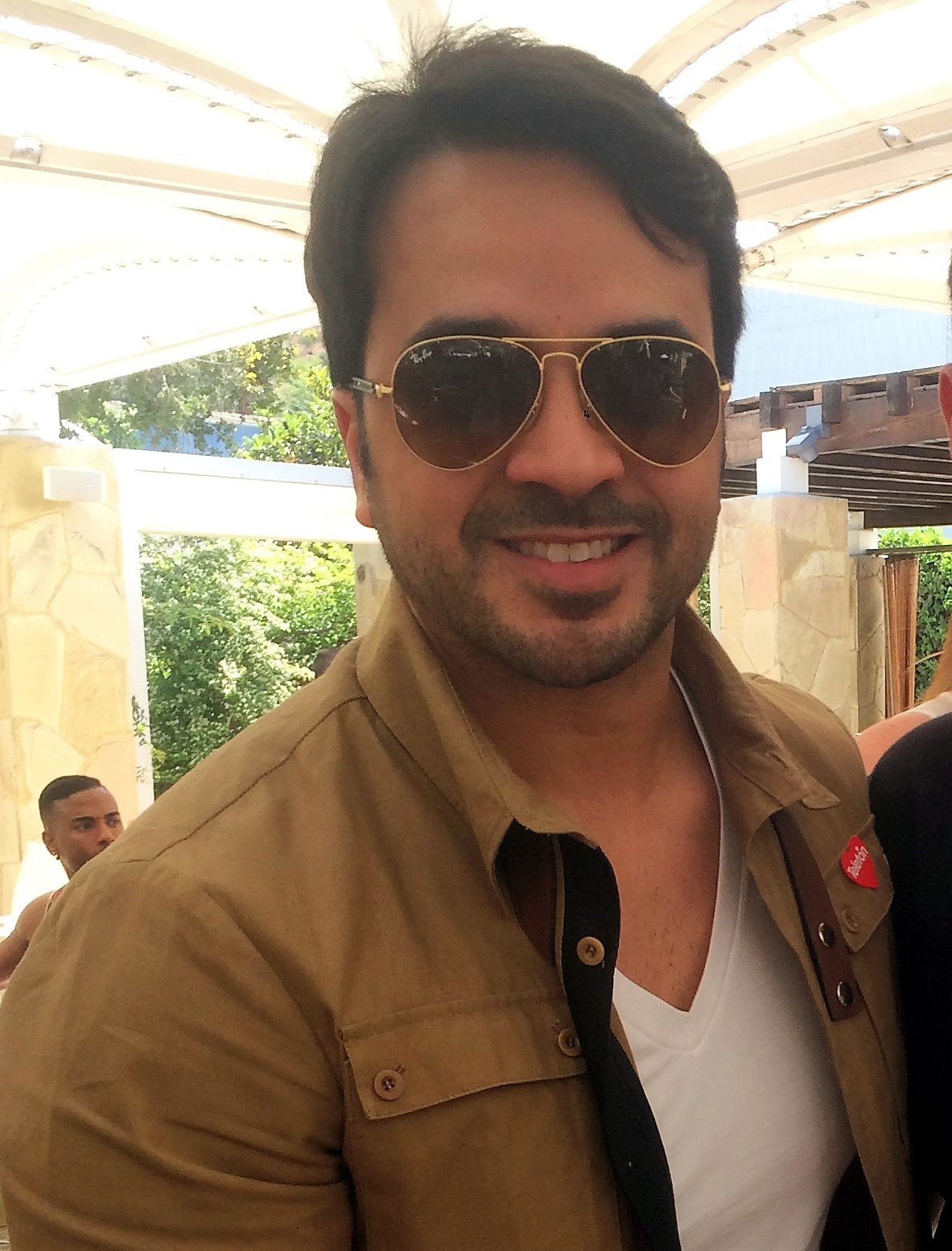
A Puerto Ricó-i énekes Luis Fonsi (a képen) Despacito című dala lett az első nem angol nyelvű dal, amely elérte a lista élét 1996 óta, és tizenhat hetet töltött a listavezető pozícióban, ezzel az év legtöbb hetét töltötte az első helyen.

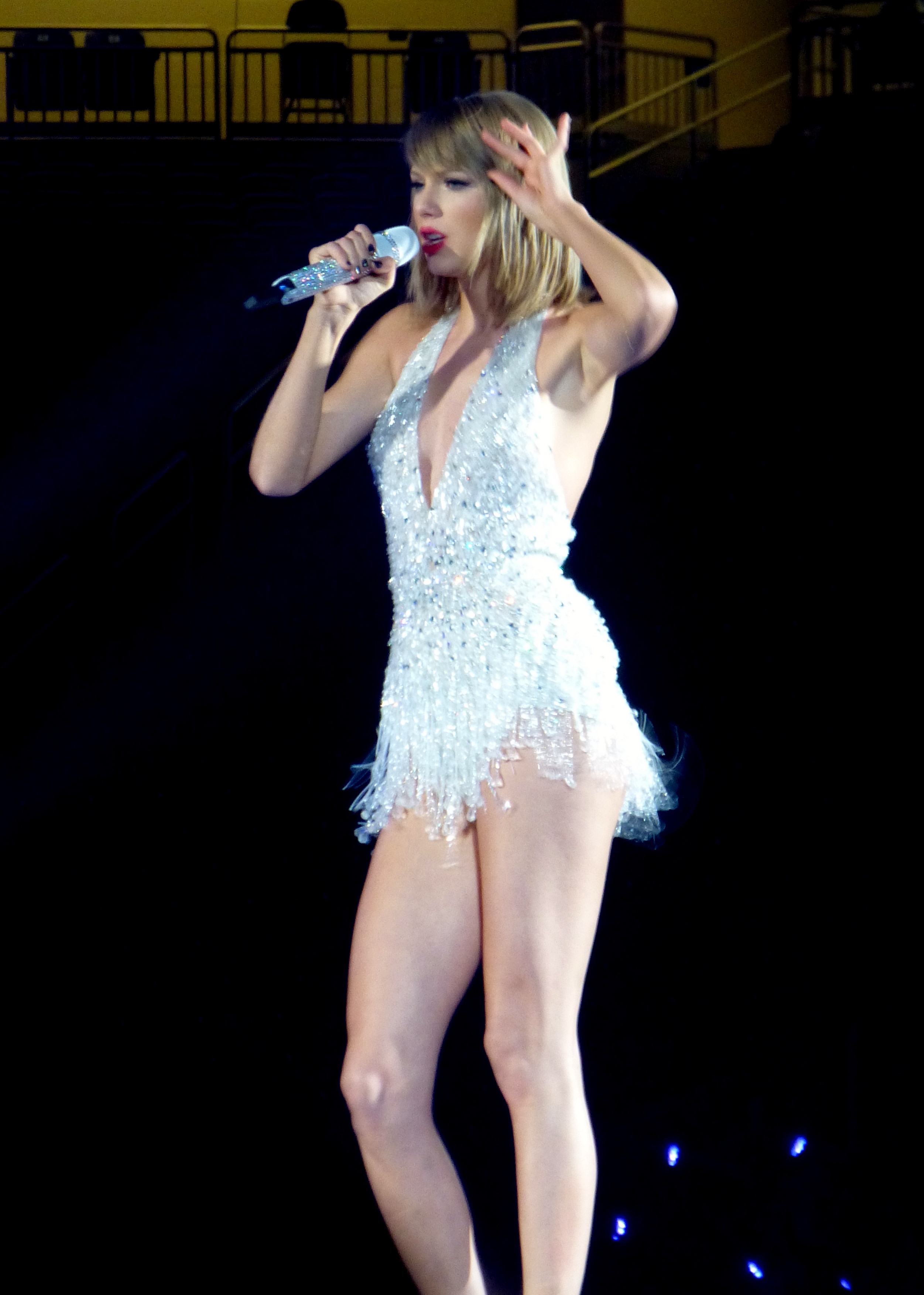
Taylor Swift (a képen) az ötödik első helyezését szerezte meg a listán a Look What You Made Me Do című dalával.

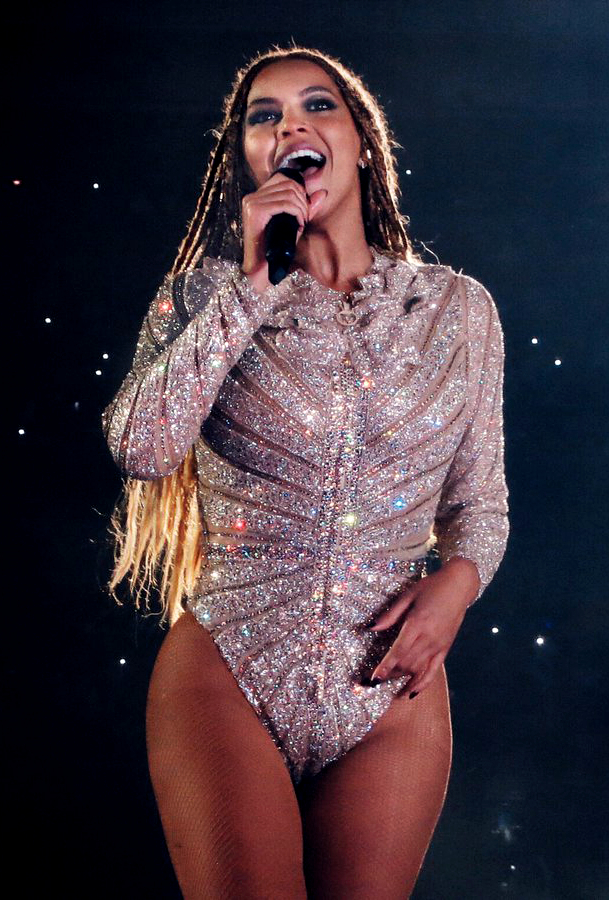
Beyoncé (a képen) a hatodik első helyezését szerezte meg az Ed Sheerannel közösen készített Perfect című dallal.

| Best performing single of 2017 | A legjobban teljesítő kislemezt jelzi 2017-ben |

| Kiadás dátuma  | Dal                      | Előadó(k)                                                                        | Forr.  |
| -------------- | ------------------------ | -------------------------------------------------------------------------------- | ------ |
| Január 7.      | Starboy                  | The Weeknd, Daft Punk közreműködésével                                           | [ 2 ]  |
| Január 14.     | Black Beatles            | Rae Sremmurd, Gucci Mane közreműködésével                                        | [ 3 ]  |
| Január 21.     | Bad and Boujee           | Migos, Lil Uzi Vert közreműködésével                                             | [ 4 ]  |
| Január 28.     | Shape of You             | Ed Sheeran                                                                       | [ 5 ]  |
| Február 4.     | Bad and Boujee           | Migos, Lil Uzi Vert közreműködésével                                             | [ 6 ]  |
| Február 11.    | Bad and Boujee           | Migos, Lil Uzi Vert közreműködésével                                             | [ 7 ]  |
| Február 18.    | Shape of You             | Ed Sheeran                                                                       | [ 8 ]  |
| Február 25.    | Shape of You             | Ed Sheeran                                                                       | [ 9 ]  |
| Március 4.     | Shape of You             | Ed Sheeran                                                                       | [ 10 ] |
| Március 11.    | Shape of You             | Ed Sheeran                                                                       | [ 11 ] |
| Március 18.    | Shape of You             | Ed Sheeran                                                                       | [ 12 ] |
| Március 25.    | Shape of You             | Ed Sheeran                                                                       | [ 13 ] |
| Április 1.     | Shape of You             | Ed Sheeran                                                                       | [ 14 ] |
| Április 8.     | Shape of You             | Ed Sheeran                                                                       | [ 15 ] |
| Április 15.    | Shape of You             | Ed Sheeran                                                                       | [ 16 ] |
| Április 22.    | Shape of You             | Ed Sheeran                                                                       | [ 17 ] |
| Április 29.    | Shape of You             | Ed Sheeran                                                                       | [ 18 ] |
| Május 6.       | Humble                   | Kendrick Lamar                                                                   | [ 19 ] |
| Május 13.      | That’s What I Like       | Bruno Mars                                                                       | [ 20 ] |
| Május 20.      | I’m the One              | DJ Khaled; Justin Bieber, Quavo, Chance the Rapper és Lil Wayne közreműködésével | [ 21 ] |
| Május 27.      | Despacito                | Luis Fonsi és Daddy Yankee, Justin Bieber közreműködésével                       | [ 22 ] |
| Június 3.      | Despacito                | Luis Fonsi és Daddy Yankee, Justin Bieber közreműködésével                       | [ 23 ] |
| Június 10.     | Despacito                | Luis Fonsi és Daddy Yankee, Justin Bieber közreműködésével                       | [ 24 ] |
| Június 17.     | Despacito                | Luis Fonsi és Daddy Yankee, Justin Bieber közreműködésével                       | [ 25 ] |
| Június 24.     | Despacito                | Luis Fonsi és Daddy Yankee, Justin Bieber közreműködésével                       | [ 26 ] |
| Július 1.      | Despacito                | Luis Fonsi és Daddy Yankee, Justin Bieber közreműködésével                       | [ 27 ] |
| Július 8.      | Despacito                | Luis Fonsi és Daddy Yankee, Justin Bieber közreműködésével                       | [ 28 ] |
| Július 15.     | Despacito                | Luis Fonsi és Daddy Yankee, Justin Bieber közreműködésével                       | [ 29 ] |
| Július 22.     | Despacito                | Luis Fonsi és Daddy Yankee, Justin Bieber közreműködésével                       | [ 30 ] |
| Július 29.     | Despacito                | Luis Fonsi és Daddy Yankee, Justin Bieber közreműködésével                       | [ 31 ] |
| Augusztus 5.   | Despacito                | Luis Fonsi és Daddy Yankee, Justin Bieber közreműködésével                       | [ 32 ] |
| Augusztus 12.  | Despacito                | Luis Fonsi és Daddy Yankee, Justin Bieber közreműködésével                       | [ 33 ] |
| Augusztus 19.  | Despacito                | Luis Fonsi és Daddy Yankee, Justin Bieber közreműködésével                       | [ 34 ] |
| Augusztus 26.  | Despacito                | Luis Fonsi és Daddy Yankee, Justin Bieber közreműködésével                       | [ 35 ] |
| Szeptember 2.  | Despacito                | Luis Fonsi és Daddy Yankee, Justin Bieber közreműködésével                       | [ 36 ] |
| Szeptember 9.  | Despacito                | Luis Fonsi és Daddy Yankee, Justin Bieber közreműködésével                       | [ 37 ] |
| Szeptember 16. | Look What You Made Me Do | Taylor Swift                                                                     | [ 38 ] |
| Szeptember 23. | Look What You Made Me Do | Taylor Swift                                                                     | [ 39 ] |
| Szeptember 30. | Look What You Made Me Do | Taylor Swift                                                                     | [ 40 ] |
| Október 7.     | Bodak Yellow             | Cardi B                                                                          | [ 41 ] |
| Október 14.    | Bodak Yellow             | Cardi B                                                                          | [ 42 ] |
| Október 21.    | Bodak Yellow             | Cardi B                                                                          | [ 43 ] |
| Október 28.    | Rockstar                 | Post Malone, 21 Savage közreműködésével                                          | [ 44 ] |
| November 4.    | Rockstar                 | Post Malone, 21 Savage közreműködésével                                          | [ 45 ] |
| November 11.   | Rockstar                 | Post Malone, 21 Savage közreműködésével                                          | [ 46 ] |
| November 18.   | Rockstar                 | Post Malone, 21 Savage közreműködésével                                          | [ 47 ] |
| November 25.   | Rockstar                 | Post Malone, 21 Savage közreműködésével                                          | [ 48 ] |
| December 2.    | Rockstar                 | Post Malone, 21 Savage közreműködésével                                          | [ 49 ] |
| December 9.    | Rockstar                 | Post Malone, 21 Savage közreműködésével                                          | [ 50 ] |
| December 16.   | Rockstar                 | Post Malone, 21 Savage közreműködésével                                          | [ 51 ] |
| December 23.   | Perfect                  | Ed Sheeran, Beyoncé közreműködésével                                             | [ 52 ] |
| December 30.   | Perfect                  | Ed Sheeran, Beyoncé közreműködésével                                             | [ 53 ] |